# لیسکوویتسه
لیسکوویتسه (به چکی: Lískovice) یک منطقهٔ مسکونی در جمهوری چک است که در شهرستان ییچین واقع شده‌است.